# محمد علی کلی
محمد علی (به انگلیسی: Muhammad Ali) با نام پیشین کاسیوس مارسلوس کْلِی، جونیور (به انگلیسی: Cassius Marcellus Clay, Jr.) (زاده ۱۷ ژانویه ۱۹۴۲ کنتاکی – درگذشتهٔ ۳ ژوئن ۲۰۱۶ لویی ویل، کنتاکی) بوکسور حرفه‌ای سنگین‌وزن آمریکایی بود که به عنوان برترین مشت‌زن تاریخ بوکس در این وزن و نیز یکی از مهم‌ترین و برترین شخصیت‌های ورزشی قرن بیستم شناخته می‌شود. او به عنوان یک فعال مدنی و چهره‌ای الهام‌بخش، جنجالی و چالش‌برانگیز در داخل و خارج رینگ بوکس شناخته شده‌است.
او از دوازده سالگی مشت‌زنی را شروع کرد و تنها ۱۰ سال بعد (۱۹۶۴) قهرمان بوکس جهان شد. محمد علی سه بار قهرمان سنگین‌وزن جهان شد؛ یک‌بار سال ۱۹۶۴ با شکست دادن سانی لیستون، بار دوم سال ۱۹۷۴ در یک مبارزهٔ تاریخی که «غرش در جنگل» نام گرفت و در آن جرج فورمن را ناک‌اوت کرد، و آخرین بار در سال ۱۹۷۸ کمی پیش از بازنشستگی‌اش. او دوران حرفه‌ای‌اش را با کسب ۵۶ برد (۳۷ ناک‌اوت) و ۵ باخت به پایان برد.
محمد علی پس از گرویدن به اسلام در فعالیت‌های سیاسی نیز نقش داشت و امتناعش از شرکت در جنگ ویتنام نامش را بیش از پیش بر سر زبان‌ها انداخت. او در حالی از خدمت در ارتش آمریکا سر باز زد که سه سال پیش از آن عنوان قهرمانی جهان را از آن خود کرده بود. او علاوه بر مخالفت علنی با جنگ ویتنام، گفت باورهای مذهبی‌اش به او اجازه حضور در ارتش را نمی‌دهد. پلیس آمریکا به همین علت محمد علی را بازداشت کرد و عناوین قهرمانی‌اش هم از او سلب شد. محمد علی که به اتهام «فرار از خدمت» گناهکار شناخته شده بود، چند سالی از رینگ بوکس دور ماند تا این که بالاخره اعتراض او به حکم قاضی، در آغاز دهه ۷۰ میلادی به دادگاه عالی آمریکا ارجاع داده شد و این دادگاه که عالی‌ترین مرجع قضایی در آمریکاست، محکومیت محمد علی را لغو کرد.
محمد علی، در دوران اوجش، تقریباً مشهورترین انسان دنیا بود. کاخ سفید در سال ۲۰۰۵ بالاترین مدال افتخار را به او اهدا کرد. در این سال دو نشان عالی دولت آمریکا را که به شهروندان غیرنظامی اعطا می‌شود به پاس «خدمات مثال‌زدنی‌اش» به محمد علی اهداشد: مدال شهروندی و مدال آزادی. همان سال یک نهاد غیردولتی هم به نام او در لویی‌ویل کنتاکی باز شد، نهادی که هدفش ترویج صلح، مسئولیت اجتماعی و احترام است.
محمد علی از سوی نشریهٔ اسپورتس ایلوستریتد «ورزشکار قرن» و از سوی مردم در نظرسنجی بی‌بی‌سی «شخصیت ورزشی قرن» لقب گرفته‌است.

## ابتدای زندگی

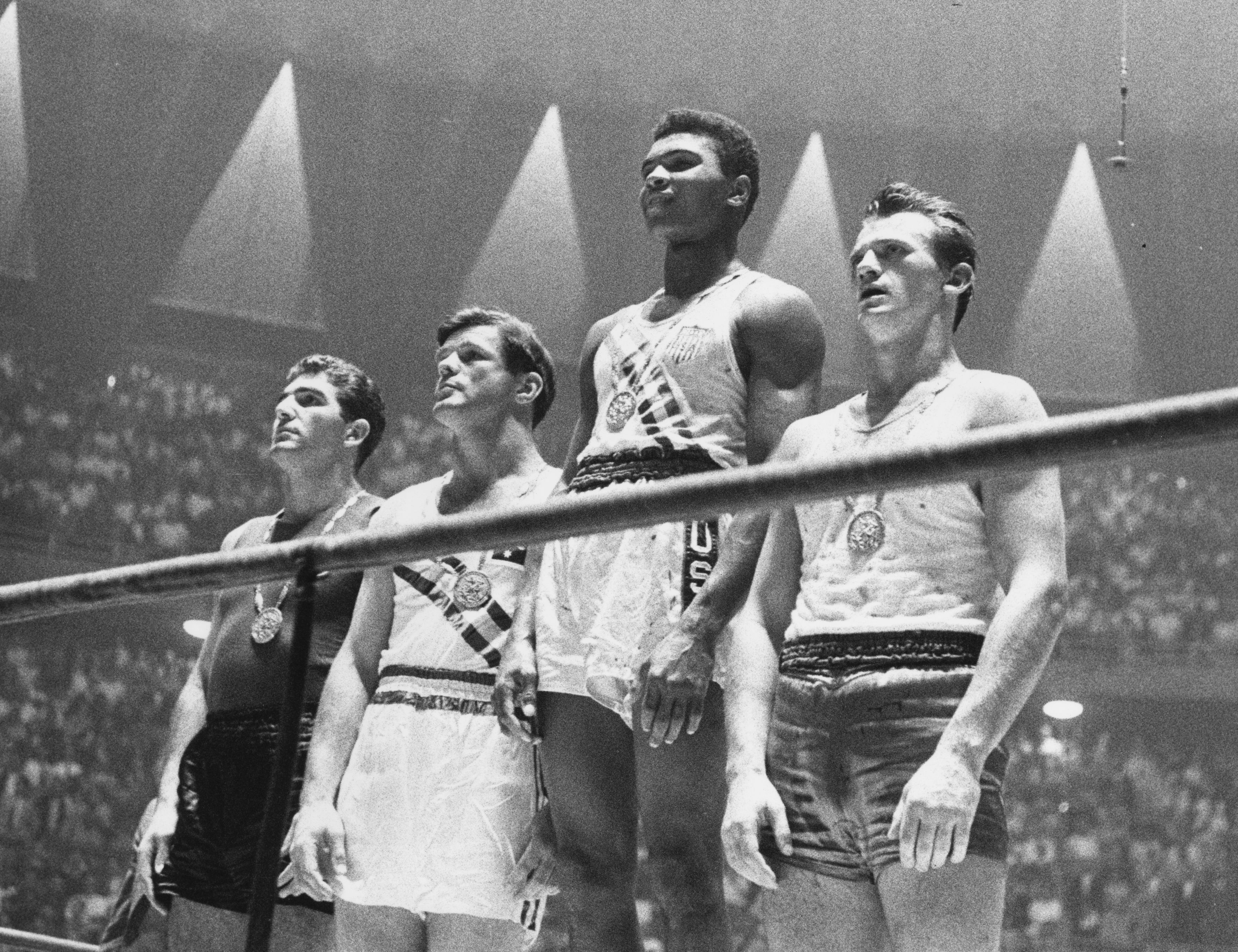
محمد علی در المپیک ۱۹۶۰

محمد علی در شهر لویی ویل دوران کودکی خود را سپری کرد. پدرش تابلونویس بود.
یک روز وقتی دوازده ساله بود، به یک افسر پلیس گفت دوچرخه‌اش را دزدیده‌اند. گفت اگر دزد را پیدا کند حالش را جا می‌آورد. آن افسر، جو مارتین، در یک باشگاه محلی به بچه‌ها بوکس یاد می‌داد. به کاسیوس هم پیشنهاد داد اگر می‌خواهد با دزد دعوا کند اول بوکس یاد بگیرد. چیزی نگذشت که کاسیوس پا به رینگ گذاشت.

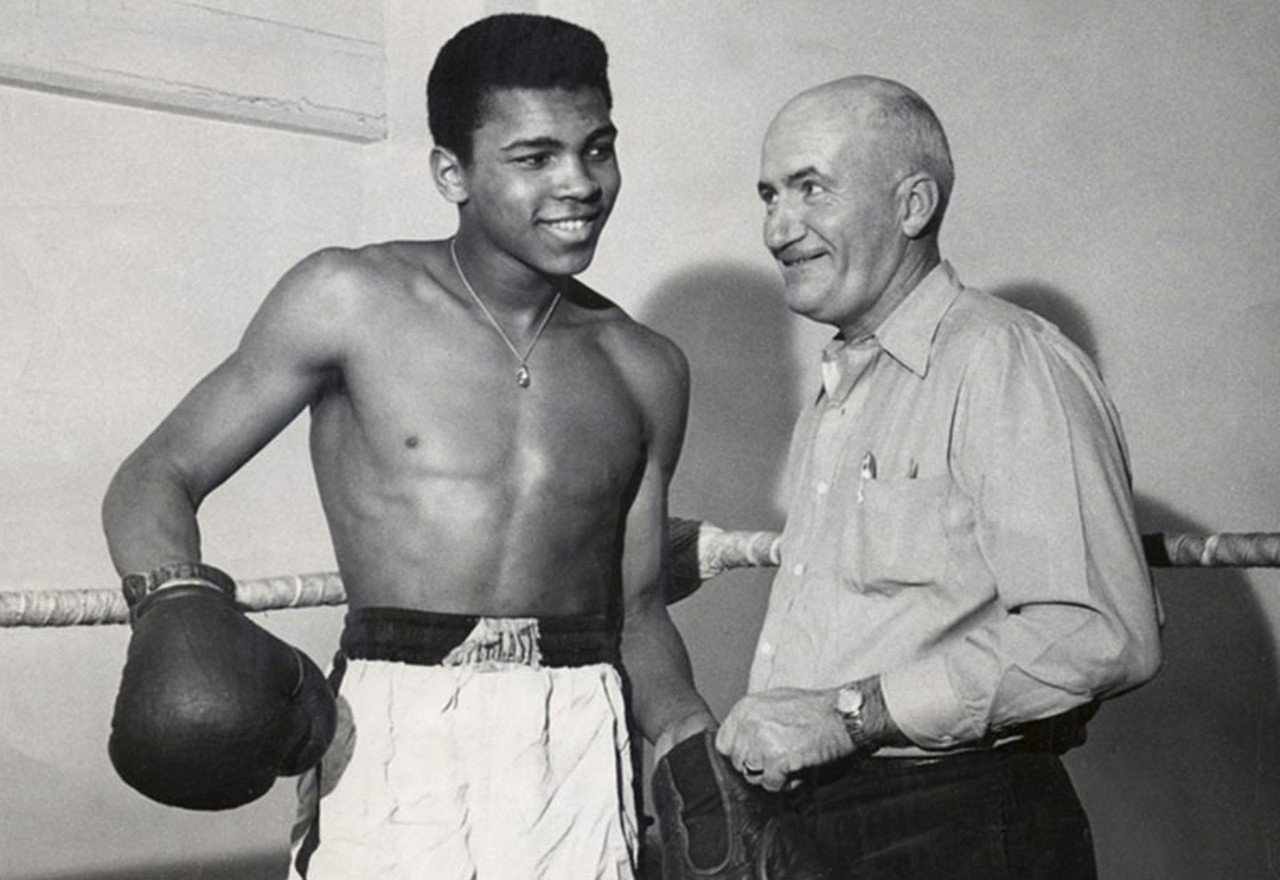
محمد علی و مربی اش جو مارتین (۱۹۶۰)

این پسر بچه ۱۲ ساله به سرعت تحت فرمان‌های مارتین در امر یادگیری بوکس پیشرفت کرد. تا زمانی که به دبیرستان رفت در کنتاکی موفق به کسب ۶ عنوان شد و با این موفقیت‌ها مسوولین مدرسه در عوض، نمرات ضعیف درسی اش را نادیده گرفتند و اجازه دادند تا او دانش‌آموخته شود.

## آغاز زندگی ورزشی
در بازی‌های المپیک تابستانی ۱۹۶۰ رم او مدال طلای بوکس آماتور در رده سبکِ سنگین‌وزن را کسب کرد و سپس بعد از آن آموزش بوکس حرفه‌ای را زیر نظر آنجلو داندی ادامه داد و هم‌زمان در همان سال‌ها بود که عقاید مذهبی خود را بروز داد. ضمن اینکه نتایج دور از انتظار و خیره‌کننده او در مسابقات، و روحیه خستگی ناپذیرش موجب شده بود تا لقب مشت زن لویی ویل را از آن خود کند.
در ۲۹ اکتبر ۱۹۶۰ در لوییس ویل، کاسیوس کلی در نخستین مسابقه حرفه‌ای خود در ۶ راند توانست بر تونی هونساکر که رئیس پلیس فایتویل ویرجینیای شرقی بود پیروز شود.
از سال ۱۹۶۰ تا ۱۹۶۳ این مبارزه گر جوان در ۱۵ مسابقه نفسگیر دیگر حریفانش را ناک اوت کرد. کسانی مثل تونی اسپرتی، جیم رابینسون، دانی فلیمن، داک سابدانگ، آلونزو جانسون، جرج لوگان، ویلی بسمانف و لامار کلارک که در دوره اوج خود بیش از ۴۰ پیروزی قاطعانه داشت.
شاید هیجان انگیزترین و پر افتخارترین موفقیت کلی را در آن دوران پیروزی برابر سانی بنکس، آلخاندرو لاورانته و آرچی مور که سابقه ۲۰۰ پیروزی چشمگیر داشتند، باشد. اگرچه بنکس و لاورانته هر دو پس از این در مسابقات دیگر روی رینگ کشته شدند و کلی تنها مدعی عنوان قهرمانی برابر سانی لیستون شد. رویارویی با سانی لیستون رقابتی بود که همه بوکسورها با هراس از آن حرف می‌زدند و بوکسوری به سن و سال کم کلی نتوانسته بود او را تاکنون شکست دهد و این عنوان را کسب کند.

### مبارزه کلی و لیستون

لحظهٔ ناک‌اوت شدن سانی لیستون به‌دست محمد علی کلی که «نمادین‌ترین عکس ورزشی تاریخ» نامیده شده‌است، عکاس:نیل لایفر، ۱۹۶۵

محمد علی کلی هدف بزرگ و انگیزهٔ خوبی داشت، اما لیستون هم از اعتماد به نفس بالایی برخوردار بود و برای هر مبارزه‌ای با شعار شناور مانند پروانه ،نیش مثل زنبور، به انگلیسی(Float like a butterfly,Sting like a bee) آماده! در راند نخستین سرعت بازی کلی موجب حیرت همگان شد و حتی لیستون نیز از این مسئله شگفت زده شد. قبل از مسابقه آرچی مور و سوگار ری رابینسون به محمد علی هشدار داده بودند که مراقب سر خود باشد چرا که سانی ضربات سهمگینی دارد، ضمن اینکه از وزن بالای خود در زیر فشار گذاشتن حریف استفاده می‌کرد. به همین دلیل محمد علی حسابی در راند اول شرایط را بررسی کرد و سعی می‌کرد به او فرصت ندهد.
در همان ابتدای راند سوم به طرز آشکاری لیستون خستگی خود را بروز داد و کلی از این مسئله بیشترین سود را برد و با ضرباتی سنگین او را ضعیفتر هم کرد. در ثانیه‌های پایانی راند سوم با یکی از ضربات کلی زیر چشم سانی شکاف عمیقی خورد و همین خون‌ریزی نیروی او را بیش از پیش تحلیل داد. در راند چهارم لیستون با بهره‌جویی از خستگی محمد علی کمی خود را جمع و جور کرد، اما بوکسور جوان با استفاده از همین نیروی جوانی تا راند ششم خود را سرپا نگه داشت و منتظر پایان مسابقه بود که به ناگاه لیسون پس از چند ضربه از درد به خود پیچید و اعلام کرد که بازویش دررفته و از ادامه مسابقه بازماند و کلی با قدرت خود را «پادشاه جهان» نامید و با فریاد از همه خبرنگاران حاضر در ورزشگاه خواست که در وصف قدرت نمایی او مقاله‌های جذابی بنویسند!
در یک رقابت نفس گیر و پراسترس او بالاخره قهرمان جهان شد. اما باید پس از آن قدرت و توانایی خود را به سایرین هم نشان می‌داد. در ماه نوامبر ۱۹۶۵ توانست قهرمان پیشین دنیا فلوید پترسون را شکست دهد. در راند دوازدهم داور مسابقه به علت شرایط فیزیکی بد فلوید، بازی را متوقف کرد و کلی را برنده بازی اعلام نمود.

### دفاع از عنوان قهرمانی
سال‌های ۱۹۶۶ و ۱۹۶۷ برای وی سال‌های پر مشغله‌ای بودند. چرا که او مجبور شد هفت بار از عنوان قهرمانی‌اش دفاع کند. هیچ‌یک از قهرمانان پیشین دنیا در طول یکسال این کار را در چنین دفعاتی انجام نداده‌اند.
در مارس ۱۹۶۶ در برابر یکی از سرسخت‌ترین حریفانش که یک بوکسور کانادایی به نام جرج چوالو بود در یکی از نفسگیرترین مبارزات به پیروزی رسید. چاوالو پیش از این در رده حرفه‌ای خود هرگز شکست نخورده بود.
پس از این مسابقه او به انگلیس رفت تا با قهرمان‌های انگلیسی: براین لاندن و هنری کوپر که او را در یک بازی دوستانه در سال ۱۹۶۳ شکست داده بودند، دست و پنجه نرم کند. او هر دوی این‌ها را ناک اوت کرد و به آلمان رفت تا برابر کارل میلدنبرگر نخستین آلمانی که برای عنوان ماکس اشملینگ می‌جنگید، به روی رینگ رود.
این مسابقه به اعتراف خودش بسیار سخت و دشوار بود، اما در راند دوازدهم بالاخره میلدنبرگر را ناک اوت کرد. در نوامبر ۱۹۶۶ او باز به ایالات متحده برگشت تا «ویلیامز» را در هوستون شکست دهد! ویلیامز از آن دسته بوکسورهایی بود که دست طولایی در ناک اوت کردن حریف داشت، اما محمد علی به آسانی در راند سوم او را شکست داد.

## تغییر نام و مذهب
افزون بر مسابقات بوکس سنگین‌وزن، کاسیوس کلی به دلایل دیگری نیز مطرح و معروف شد. او در سال ۱۹۶۲ میلادی بعد از آشنایی با الیجا محمد، به اسلام روی آورد و نام خود را به «محمد» و نام خانوادگی‌اش را به «علی» تغییر داد.
او همیشه تأکید داشت که تغییر نامش به «محمد علی»، یکی از مهم‌ترین اتفاقات در زندگی‌اش محسوب می‌شود و «کاسیوس کلی» را نام بردگی‌اش عنوان می‌کرد و برنمی‌تابید کسی به آن نام قبلی صدایش کند.
محمد علی پیش از نخستین مسابقه با لیستون هم با «جنبش امت اسلام»، آشنا بود. جنبشی که در دهه ۱۹۳۰ به رهبری الیجا محمد در دیترویت راه افتاده بود. سیاست امت اسلامی این بود که سیاهان هم باید جنبشی مشابه اما مجزا داشته باشند – به‌عکس مارتین لوتر کینگ که خواهان جنبشی فراگیر بود.
اسطوره مسلمان بوکس دنیا در ژانویه ۲۰۱۵ به اظهارات ضداسلامی کاندیدای اصلی جمهوری‌خواهان در انتخابات ریاست جمهوری سال ۲۰۱۶ آمریکا واکنش نشان داد. دونالد ترامپ، نامزد اصلی حزب جمهوری در انتخابات ریاست جمهوری آمریکا گفته بود این کشور باید ورود مسلمانان به این کشور را ممنوع و شرایط زندگی آن‌ها در خاک آمریکا را محدود کند.
محمد علی در بیانیه‌ای که NBC آن را منتشر کرد بدون آوردن نام ترامپ نوشت: «ما به عنوان مسلمان باید مقابل این آدم‌ها که می‌خواهند از اسلام برای رسیدن به هدف‌های مقطعی خودشان استفاده کنند بایستیم. این آدم‌ها، خیلی‌ها را از راه شناخت اسلام منحرف کرده‌اند. مسلمان‌های واقعی می‌دانند یا باید بدانند اسلام علیه هیچ‌کس نیست.»

## محرومیت از مسابقات
به گفته باشگاه خبرنگاران جوان، در سال ۱۹۶۶ بود که کلی از حضور در ارتش آمریکا برای جنگ ویتنام سر باز زد و اعلام کرد که هرگز به روی همنوعان ویتنامی خود آتش نمی‌گشاید، که همین مسئله مدت‌ها سر زبان‌ها بود و پس از آن حتی از حضور در رقابت‌های بوکس به مدت ۵ سال محروم شد و گواهینامه بوکسش نیز به حالت تعلیق درآمد، البته مدتی بعد این محکومیت به ۳ سال کاهش پیدا کرد. دادگاه محمد علی را به جرم فرار از خدمت زیر پرچم به پنج سال زندان محکوم کرده بود ولی با پرداخت مبلغ ضمانت به زندان نرفت. او دوران محرومیت را با شرکت در مجامع سیاسی، شرکت در برنامه‌های تلویزیونی و سخنرانی در دانشگاه‌ها سپری کرد. او در این مدت کمتر به تمرین بوکس می‌پرداخت.

## پس از محرومیت

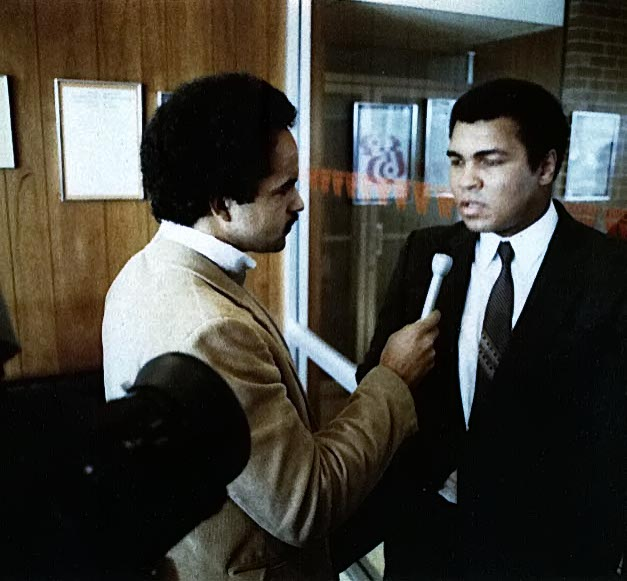
محمد علی در حال مصاحبه با کرت اندرسون

در سال ۱۹۷۰ پس از سپری کردن دوران محرومیت خود بار دیگر جواز بوکس خود را دریافت کرد، در نخستین مسابقه پس از بازگشت جری کواری را شکست داد اما به علت وقفه‌ای چند ساله در ورزش حرفه‌ای عنوان قهرمانی سال ۱۹۷۱ رادر مبارزه‌ای با جو فریزر در مدیسن اسکوئر گاردن از دست داد.
در اکتبر سال ۱۹۷۴ محمد علی برای مسابقه با جورج فورمن -معروف به غرش در جنگل- راهی زئیر شد. این بار هم کارشناسان بختی برای علی قائل نبودند. بعضی گزارشگران بوکس حتی می‌گفتند رقابت با فورمن شکست‌ناپذیر ممکن است به قیمت جان علی تمام شود.
علی هشت راند اول فقط دفاع می‌کرد. در حالی که جمعیت با تمام وجود حمایتش می‌کردند، عملاً به طناب دور رینگ چسبیده بود و ضربات رقیب جوان‌تر و تنومندتر را تحمل می‌کرد. اواخر راند هشتم ناگهان از لاک دفاعی بیرون آمد و با ضربه‌ای بی‌نقص – که بعدها قاب دیوار هزاران خانه شد – فورمن را از پا درآورد.
محمد علی ۳۲ ساله قهرمانی سنگین‌وزن جهان را پس گرفته بود. پیش از او فقط یک بار کسی چنین کاری کرده بود.
در سال ۱۹۷۵ محمد علی، فریزر را در مانیلِ فیلیپین شکست داد. این مسابقه یکی از جنجالی‌ترین مسابقات بوکس دنیا بود و پس از ۱۴ راند، ادی فاچ مربی فریزر مانع او از ادامه مسابقه شد و دست کلی به عنوان پیروز میدان بالا رفت. مجله رینگ این مبارزه را «مبارزه منتخب سال» نامید.
در ۳۰ آوریل ۱۹۷۶ رو در روی جیمی یانگ قرار گرفت و بدترین مبارزه خود را انجام داد. وی هم اضافه وزن پیدا کرده بود و هم از آمادگی فیزیکی خوبی برخوردار نبود و به نظر می‌رسید رقیب خود را نیز چندان جدی نگرفته بود. عده بسیاری که در کنار رینگ قرار داشتند یانگ را مستحق پیروزی می‌دانستند و حتی مربی کلی هم او را بابت عملکرد ضعیفش سرزنش کرد. در ماه سپتامبر همان سال محمد علی برابر کن نورتون روی رینگ رفت و در استادیوم یانکی‌ها یکبار دیگر از مقام خود دفاع کرد.
در سال ۱۹۷۸ بار دیگر عنوان قهرمانی را که در اوایل همان سال ۱۹۷۸ از دست داده بود با غلبه بر لئون اسپینکس که تنها ۸ بازی حرفه‌ای داشت به دست آورد و برای سومین بار قهرمان سنگین‌وزن دنیا لقب گرفت.

## اعلام بازنشستگی

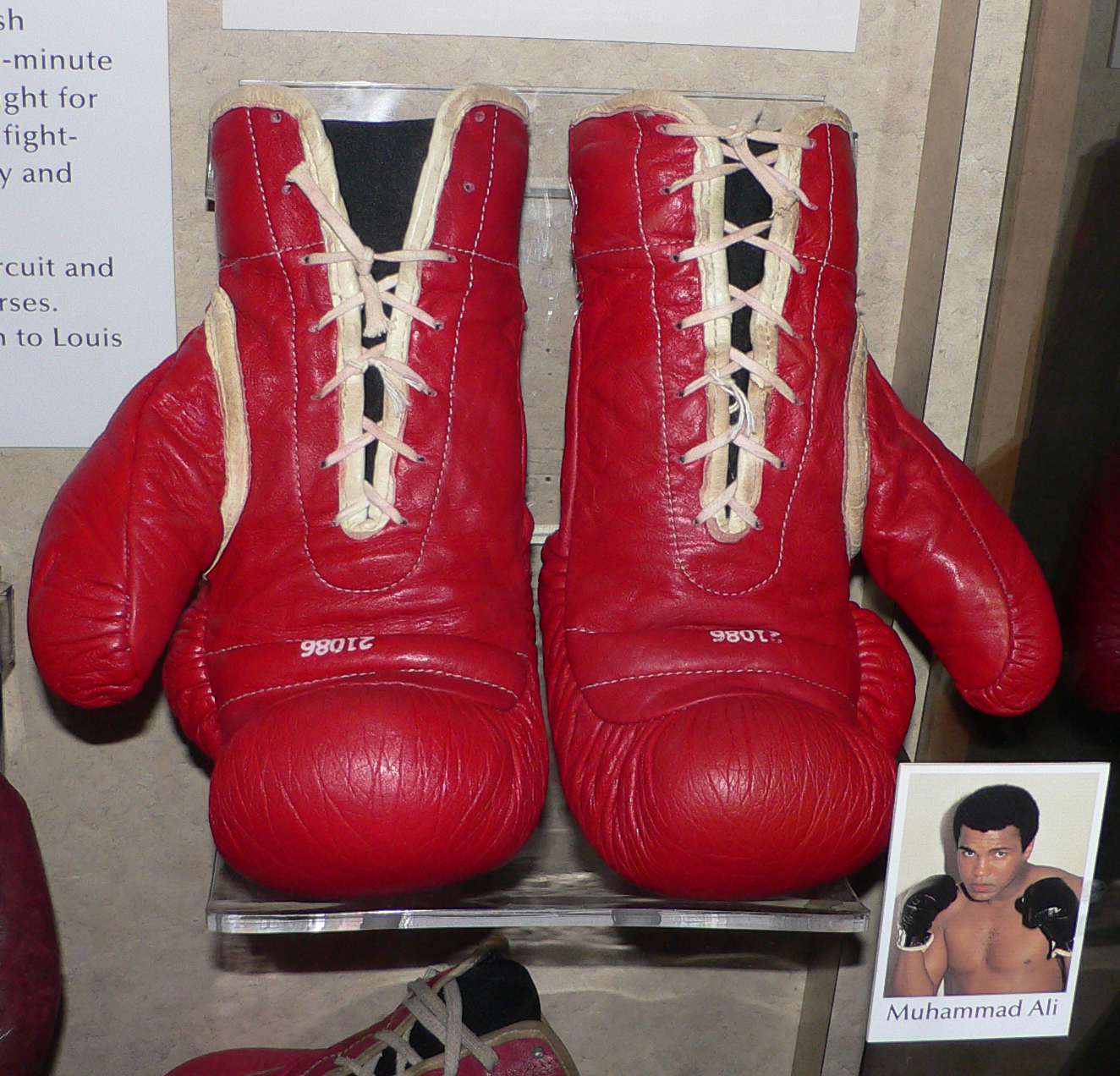

در ۲۷ ژوئن ۱۹۷۹ محمد علی اعلام بازنشستگی کرد و با دنیای پر هیجان رینگ و بوکس خداحافظی نمود. اگرچه در طی دو سال پس از آن مسابقاتی هم انجام داد ولی در آخرین مسابقه خود برابر تروور بربیک که ۱۲ سال از او جوان‌تر بود شکست خورد و پس از این شکست در سال ۱۹۸۱ با رکورد ۵۶ پیروزی، ۳۷ ناک اوت و ۵ شکست به‌طور کامل از بوکس کناره‌گیری کرد.
محمد علی همیشه فاصله‌اش با حریف نسبت به سایرین بیشتر بود و ضرباتش به سر از هر بوکسور دیگری بیشتر بود. اگرچه شاید این مسئله در طول یک مسابقه ریسک بیشتری داشته باشد اما ضربات سنگین به اعضای بدن برای ناک اوت کردن حریف از روی رینگ مؤثرتر است و کلی معتقد بود نمی‌خواهد با فریب دادن دیگران قهرمان شود.

## ابتلا به پارکینسون
در سال ۱۹۸۲ محمد علی دچار سندروم پارکینسون شد، اما از محبوبیتش نزد مردم و هوادارانش چیزی نکاست و همچنان مورد توجه میلیون‌ها تن در سراسر جهان بود. پارکینسون یک بیماری تدریجی و بدون درمان قطعی است که ناشی از زوال تدریجی بخش مهمی از مغز است که کار آن تولید مواد شیمیایی لازم برای انتقال پیام‌های عصبی است که فرمان‌های مغز را برای کنترل و حرکت اعضای بدن ارسال می‌کنند.
محمد علی نخستین نشانه‌های این بیماری را در سال ۱۹۸۴ و وقتی ۴۲ ساله بود، مشاهده کرد. طی چند دهه جهان شاهد آن بود که این بیماری به تدریج محمد علی را از اوج به زیر می‌کشد و لرزش و کرختی، جای چابکی و زیرکی ورزشی وی را می‌گیرد.
محمد علی در سال ۱۹۹۶ در حالی که علایم بیماری پارکینسون در او مشهود بود افتخار روشن کردن مشعل المپیک آتلانتا را در جورجیای آمریکا پیدا کرد.
از آنجایی که دخترش لیلا علی به رشتهٔ پدر علاقه فراوانی داشت از سال ۱۹۹۹ بوکس حرفه‌ای را آغاز کرد. اما پدرش پیش از این در سال ۱۹۷۸ در مورد بوکس زنان گفته بود: «زنان هرگز نمی‌توانند به خاطر فیزیولوژی بدنشان مثل مردان بوکس بازی کنند. ضربات سهمگین بوکس باعث بروز مشکلاتی برایشان می‌شود که گاهی جبران‌ناپذیر است.»

## سفرها
محمد علی در سال ۱۳۷۲ شمسی به دعوت مقامات وقت بوکس به ایران سفر کرد و با جمعی از مقامات و ورزشکاران ایران نیز دیدار کرد. از مقبره روح‌الله خمینی دیدن کرد، در نماز جمعه تهران حضور پیدا کرد و سفری هم به مشهد داشت.
او همچنین با علی‌اصغر کاظمی از قهرمانان بوکس ایران در مسابقه‌ای نمایشی در سالن شیرودی بر روی رینگ رفت. کاظمی به رسم احترام او را بوسید. علی رقص‌پای مشهور خود را به نمایش گذاشت. مردم حاضر در ورزشگاه شیرودی بارها به تشویق علی پرداختند. داور در نهایت دست قهرمان اسطوره‌ای بوکس را به نشانه پیروزی بالا برد.
محمد علی به عنوان چهره‌ای سرشناس و جهانی و البته مسلمان چند سال پیش نیز در نامه‌ای خطاب به مقامات ایران از آن‌ها خواست تا به آزادی دو خبرنگار واشینگتن پست که بازداشت شده بودند، کمک کنند.
محمد علی که در سال ۱۹۹۸ به عنوان سفیر صلح سازمان ملل انتخاب شد، یک سال پس از سقوط گروه طالبان، در سال ۲۰۰۲ از افغانستان دیدن کرد و با حامدکرزی، رئیس‌جمهوری وقت ملاقات داشت.
وی همچنین در سفری به عراق به زیارت آرامگاه حسین بن علی رفت.

## درگذشت
محمد علی روز دوشنبه ۲۳ مه ۲۰۱۶ به علت بروز مشکلات تنفسی راهی بیمارستان شد و پس از بستری شدن به تدریج حالش رو به وخامت گذاشته‌است به‌طوری‌که در روزهای پنجشنبه و جمعه تقریباً خانواده محمد علی، از بهبودی او ناامید می‌شوند و شامگاه جمعه در حالی که همسر و فرزندان پرتعداد او در کنار بسترش بوده‌اند، پزشکان مرگ محمد علی را در ساعت نه و چهار دقیقه عصر جمعه (به وقت غرب) آمریکا اعلام کردند. علت مرگ محمد علی 'شوک عفونتی به دلایل طبیعی ناشناخته' اعلام شد.
وی در روز سوم ژوئن ۲۰۱۶ پس از ۳۲ سال تحمل بیماری پارکینسون، بر اثر مشکلات تنفسی در سن ۷۴ سالگی در بیمارستان اسکاتسدیل آریزونا درگذشت.

## خاکسپاری
مراسم خاکسپاری محمد علی روز جمعه، دهم ژوئن ۲۰۱۶ (۲۱ خرداد ۱۳۹۵) یک هفته پس از مرگ او، در زادگاهش شهر لوئی‌ویل ایالت کنتاکی برگزار شد. هزاران نفر در خیابان‌های شهر لویی‌ویل برای بدرقه کاروان حامل پیکر محمد علی صف کشیدند. خودروی حامل تابوت محمد علی از مقابل اماکن مهم در زندگی او در حالی عبور کرد که جمعیت سوگوار با فریاد علی، علی به او ادای احترام کردند.
درحالی که در چند سال گذشته به‌طور معمول در آمریکا خانواده‌های درگذشتگان سرشناس می‌خواهند به حریم خصوصی ایشان احترام گذاشته شود؛ مراسم تشییع جنازه محمد علی به خواست او به‌طور همگانی برگزار شد و در کنار چهره‌های سرشناس جهان، مردم عادی هم فرصت یافتند در مراسم بزرگداشت محمد علی که مطابق مراسم اسلامی انجام شد حضور یابند. بیل کلینتون رئیس‌جمهوری پیشین آمریکا، حامد کرزی رئیس‌جمهوری پیشین افغانستان، ملک عبدالله پادشاه اردن، بیلی کریستال کمدین معروف، آرنولد شوارتزنگر هنرپیشه و فرماندار پیشین کالیفرنیا، ویل اسمیت هنرپیشه برجسته هالیوود، رهبران قبایل سرخپوستان آمریکا، دختر مالکوم ایکس، رحمان برادر محمد علی، لونی همسرش و دو دختر او مریم و راشده در این مراسم حضور داشتند و اغلب ایشان در مورد محمد علی صحبت کردند. باراک اوباما رئیس‌جمهور آمریکا به دلیل شرکت در مراسم فارغ‌التحصیلی دختر بزرگش نتوانست در مراسم شرکت کند اما یک فرستاده ویژه و پیامی ویدئویی به مراسم فرستاد.

## واکنش‌ها
پس از انتشار خبر درگذشت محمد علی، شمار زیادی از شخصیت‌های سیاسی، ورزشی و اجتماعی در جهان به او ادای احترام کردند.
- پله، اسطوره فوتبال جهان در پیامی گفت: جهان ورزش دچار یک ضایعه بزرگ شده‌است. محمد علی دوست من، قهرمان من و الگوی من بود. برای او از خدا بهترین‌ها را می‌خواهم.[۵۸]
- باراک اوباما، رئیس‌جمهور آمریکا نقش محمد علی در مبارزه‌های سیاسی را ستود و ضمن مقایسه او با کسانی چون نلسون ماندلا و مارتین لوتر کینگ گفت: «او مردی بود که برای ما جنگید.» اوباما در بیانیه‌ای گفت: «مبارزه او خارج از رینگ ممکن بود به قیمت عنوان قهرمانی و شهرتش تمام شود، ممکن بود از چپ و راست برایش دشمن بتراشد و باعث شود به زندان بیفتد.» او گفت محمد علی «جهان را لرزاند، و جهان برای همین جای بهتری است».[۵۴]
- محمد اشرف غنی، رئیس‌جمهور پیشین افغانستان، درگذشت این بوکسور افسانه‌ای آمریکا و چهره سرشناس جنبش مدنی سیاه‌پوستان آمریکا را تسلیت گفت. او در صفحه توییترش نوشت: "روحت شاد مرد بزرگ و قهرمان همه دوران؛ محمد علی به ما یاد داد که اراده و کار سخت می‌تواند افتخارات عظیم به ارمغان بیاورد.[۵۰]
- حامد کرزی، رئیس‌جمهوری پیشین افغانستان نیز درگذشت محمد علی را ضایعه بزرگ خواند و گفت نام او جاودانه باقی می‌ماند.[۵۰]
- محمد جواد ظریف درگذشت محمد علی کلی بوکسور اسطوره‌ای جهان را تسلیت گفت و در صفحه توییتر خود نوشت: محمد علی همانگونه که در رینگ بوکس برترین بود در حلقه مبارزه برای عدالت و کرامت و صلح در زمره برترین هاست و برایش رحمت بی‌کران از درگاه خدای متعال خواستاریم.[۵۹]
- جسی جکسون، از رهبران سیاه‌پوستان آمریکا، که در مراسم مذهبی تدفین محمد علی شرکت کرده بود نقش علی را در مبارزات آزادی‌خواهانه سیاه‌پوستان ستود و گفت که او بد بودن قوانین تبعیض‌آمیز را نشان می‌داد.[۶۰]
- بیل کلینتون، رئیس‌جمهوری پیشین آمریکا گفت: «محمد علی را برای خیلی چیزها ستودند اما فکر کنم کمتر یا اصلاً کسی او را به علت هوش سرشارش ستایش نکرده‌است.»[۷]

## در نگاه دیگران
- مالکوم ایکس (فعال حقوق مدنی در مورد مسابقه کلی- لیستون): کلی قطعاً برنده می‌شود. او بهترین ورزشکار «کاکا سیاهی» است که می‌شناسم و او برای طرفدارانش از جکی رابینسون هم محبوب‌تر می‌شود.[۶۱]
- مارتین لوتر کینگ، فعال حقوق مدنی: او برای کاری که وجدانش می‌گفت درست است، از میلیون‌ها دلار گذشت.[۶۱]
- جو فریزر، رقیب محمد علی پس از مسابقه مانیل: پسر، من مشت‌هایی به او می‌زدم که دیوار شهر را پایین می‌آورد. خدا، خدا، او قهرمان بزرگی است.[۶۱]
- جرج فورمن، قهرمان پیشین سنگین‌وزن بوکس جهان: من او را بزرگ‌ترین بوکسور تاریخ نمی‌نامم. او بزرگ‌ترین انسانی است که دیده‌ام.[۶۱]

## محمد علی در رسانه و فرهنگ عامه

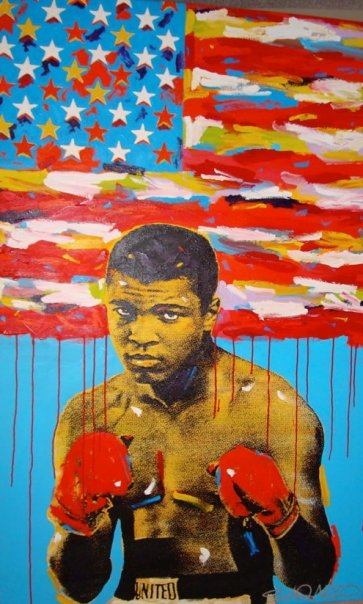
نقاشی پاپ آرت هنری توسط جان استانگو

به عنوان یک بوکسور قهرمان جهان، فعال اجتماعی و نماد فرهنگ مردمی، علی سوژه کارهای خلاقانه متعددی از جمله کتاب، فیلم، موسیقی، بازی‌های ویدئویی، نمایش‌های تلویزیونی و موارد دیگر بود. محمد علی اغلب در رسانه‌ها لقب «مشهورترین» جهان را داشت. تعداد بسیاری از مبارزه‌های وی بین سالهای بین ۱۹۷۴ و ۱۹۸۰، توسط ۲۰۰ میلیون الی ۱ میلیارد نفر تماشاگر مشاهده شد و روشن کردن مشعل المپیک ۱۹۹۶ آتلانتا توسط او، تخمین زده می‌شود ۳٫۵ میلیارد بیننده داشته‌است.
علی در ۳۸ مورد مختلف بر روی جلد مجله معتبر ورزشی Sports Illustrated ظاهر شد، بعد از مایکل جوردن با ۴۶ رتبه دوم داراست. او همچنین ۵ بار بر جلد مجله تایم ظاهر شد، بیشترین تعداد برای یک ورزشکار در جهان. در سال ۲۰۱۵، هریس پول اعلام کرد که محمد علی یکی از سه ورزشکار شناخته شده آمریکا در کنار مایکل جردن و باب روت است.
در مجموعه راه آزادی (Freedom Road)، علی با خواننده و آهنگساز کانادایی میشل ملاقات کرد (همچنین به عنوان رابرت ویلیامز، یکی از بنیانگذاران The Kindness Offensive نیز شناخته می‌شود) و متعاقباً در ساخت آلبوم میشل با عنوان نخستین پرواز اژدها کمک کرد. ویژه تلویزیون که هردو را در اختیار دارد.
علی سوژه برنامه تلویزیونی انگلیس This Is Your Life در سال ۱۹۷۸ بود که او توسط Eamonn Andrews غافلگیر شد. علی در سوپرمن مقابل محمد علی، یک کمیک بوک دی سی در سال ۱۹۷۸ که قهرمان را در برابر ابر قهرمان قرار می‌دهد. در سال ۱۹۷۹، علی مهمان به عنوان خودش در اپیزودی از NBC sitcom Diff'rent Strokes بازی کرد. عنوان این نمایش به خودی خود الهام گرفته از نقل قول «سکته‌های متفاوتی برای افراد مختلف» است که در سال ۱۹۶۶ توسط علی مورد استقبال قرار گرفت، وی همچنین الهام بخش عنوان آهنگ سیل جانسون در سال ۱۹۶۷ با نام «سکته‌های مختلف»، یکی از نمونه‌های بسیار نادر در تاریخ موسیقی پاپ بود.
او همچنین در مورد حرفه خود چندین کتاب پرفروش نوشت، از جمله The Greatest: My Own Story و روح یک پروانه. اثر محمد علی، به نام علی، اصطلاحی است که در دهه ۱۹۸۰ در روان‌شناسی به کار رفت، چنان‌که در کتاب بزرگ‌ترین: داستان شخصی من بیان کرد: «من فقط گفتم بزرگ‌ترین هستم، نه باهوش‌ترین.» با توجه به این تأثیر، وقتی از مردم خواسته می‌شود که نسبت به دیگران هوش و رفتار اخلاقی خود را ارزیابی کنند، مردم خود را به عنوان بااخلاق تر، اما باهوش تر از دیگران ارزیابی نمی‌کنند.
مستند «وقتی ما شاه بودیم» (When We Were Kings) مستندی(۱۹۹۶) دربارهٔ مسابقه معروف غرش در جنگل (به انگلیسی: Rumble in the Jungle)، توانست جایزه اسکار بهترین فیلم مستند را به‌دست‌آورد، و فیلم بیوگرافی علی (به انگلیسی: Ali) که در قسمت بهترین بازیگر نقش اول مرد، نامزدی اسکار را برای ویل اسمیت (به انگلیسی: Will Smith) به ارمغان آورد. در مورد کارگردانی مایکل مان نقدهای متنوعی صورت گرفته‌است که بسیاری از منتقدان از ویل اسمیت در نقش علی ستایش می‌کنند. اسمیت قبل از ساخت فیلم، این نقش را رد کرد تا اینکه محمد علی درخواست کرد که آن را بپذیرد. به گفته اسمیت محمد علی نخستین چیزی که به او گفت این بود: «هی مرد، تو تقریباً به اندازه کافیِ، کافی هستی که نقش مرا بازی کنی».
در سال ۲۰۰۲، علی به دلیل مشارکت خود در صنعت سرگرمی، با اختصاص یک ستاره در پیاده‌روی مشاهیر هالیوود تجلیل شد. ستاره او تنها ستاره متعلق به کسی است که با توجه به درخواست وی که نام محمد، نامی که با نام پیامبر اسلام یکی است و نام محمد بسیار قابل احترام است، به‌صورت عمودی نصب شده‌است.
محاکمات محمد علی (به انگلیسی: The Trials of Muhammad Ali)، مستندی به کارگردانی بیل سیگل که به امتناع علی از پیش نویس در زمان جنگ ویتنام می‌پردازد، در ۲۳ اوت ۲۰۱۳ در منهتن افتتاح شد. فیلمی ساخته شده برای تلویزیون در سال ۲۰۱۳ با عنوان بزرگ‌ترین جنگ محمد علی، جنبه‌های زندگی علی را به نمایش درآورد. همچنین مستندی ساخته آنتوان فوکو (به انگلیسی: Antoine Fuqua) بنام: «نام من چیه: محمد علی» (به انگلیسی: What's My Name: Muhammad Ali)، در سال ۲۰۱۹ منتشر شد.

## جایگاه در رده‌بندی‌های معتبر جهانی
- رتبه ۱ در لیست '''۱۰۰ مشت زن بزرگ سنگین‌وزن همه دوران''' مجلهٔ رینگ قبل از جو لوئیس.
- رتبه ۲ در جدول رتبه‌بندی قهرمانان سنگین‌وزن جهان سایت معتبر بوکس رک (به انگلیسی: BoxRec) بعد از جو لوئیس.

## کارنامه بوکس حرفه‌ای
۵۶ برد (۳۷ بار با ناک اوت به ۱۹ بار با امتیاز)، ۵ باخت (۱ بار ناک اوت، ۴ بار با امتیاز)
| نتیجه | رقیب                                  | راند          | تاریخ       | مکان                  |
| ----- | ------------------------------------- | ------------- | ----------- | --------------------- |
| باخت  | تروور بربیک—Trevor Berbick            | ۱۰ (۱۰)       | ۱۹۸۱-۱۲-۱۱  | ناسائو، باهاما        |
| باخت  | لری هولمس—Larry Holmes                | ۱۰ (۱۵)       | ۱۹۸۰-۱۰-۰۲  | لاس‌وگاس، نوادا        |
| برد   | لئون اسپینکس—Leon Spinks              | ۱۵ (۱۵)       | ۱۹۷۸-۰۹-۱۵  | نیو اورلان            |
| باخت  | لئون اسپینکز—Leon Spinks              | ۱۵ (۱۵)       | ۱۹۷۸-۰۲-۱۵  | لاس‌وگاس، نوادا        |
| برد   | ارنی شاورز—Earnie Shavers             | ۱۵ (۱۵)       | ۱۹۷۷-۰۹-۲۹  | نیویورک سیتی، نیویورک |
| برد   | آلفردو اوانجلیستا—Alfredo Evangelista | ۱۵ (۱۵)       | ۱۹۷۷-۰۵-۱۶  | لاندوور، مریلند       |
| برد   | کن نورتون—Ken Norton                  | ۱۵ (۱۵)       | ۱۹۷۶-۰۹-۲۸  | برانکس، نیویورک       |
| برد   | ریچارد دان—Richard Dunn               | ۵ (۱۵)        | ۱۹۷۶-۰۵-۲۴  | مونیخ، آلمان          |
| برد   | جیمی یانگ—Jimmy young                 | ۱۵ (۱۵)       | ۱۹۷۶-۰۴-۳۰  | لاندوور، مریلند       |
| برد   | ژان پیر کوپمن—Jean-Pierre Coopman     | ۵ (۱۵)        | ۱۹۷۶-۰۲-۲۰  | سان خوآن، پورتوریکو   |
| برد   | جو فریزر—Joe Frazier                  | ۱۴ (۱۵)، ۰:۵۹ | ۱۹۷۵-۱۰-۰۱  | کزون سیتی، فیلیپین    |
| برد   | جو بونگر—Joe Bunger                   | ۱۵ (۱۵)       | ۱۹۷۵-۰۶-۳۰  | کوالالامپور، مالزی    |
| برد   | ران لیله—Ron Lyle                     | ۱۱ (۱۵)       | ۱۹۷۵-۰۵-۱۶  | لاس‌وگاس، نوادا        |
| برد   | چاک وپنر—Chuck Wepner                 | ۱۵ (۱۵)، ۲:۴۱ | ۱۹۷۵-۰۳-۲۴  | ریچفیلد، اوهایو       |
| برد   | جرج فورمن—George Foreman              | ۸ (۱۵)، ۲:۵۸  | ۱۹۷۴-۱۰-۳۰  | کینشاسا، زئیر         |
| برد   | جو فریزر—Joe Frazier                  | ۱۲ (۱۲)       | ۱۹۷۴-۰۱-۲۸  | نیویورک سیتی، نیویورک |
| برد   | رودی لابرز—Rudi Lubbers               | ۱۲ (۱۲)       | ۱۹۷۳-۱۰-۲۰  | جاکارتا، اندونزی      |
| برد   | کن نورتون—Ken Norton                  | ۱۲ (۱۲)       | ۱۹۷۳-۰۹-۱۰  | اینگل وود، کالیفرنیا  |
| باخت  | کن نورتون—Ken Norton                  | ۱۲ (۱۲)       | ۱۹۷۳-۰۳-۳۱  | سن دیگو، کالیفرنیا    |
| برد   | جو بونگر—Joe Bunger                   | ۱۲ (۱۲)       | ۱۹۷۳-۰۲-۱۴  | لاس‌وگاس، نوادا        |
| برد   | باب فاستر—Bob Foster                  | ۷ (۱۲)        | ۱۹۷۲-۱۱-۲۱  | لاندوور، مریلند       |
| برد   | فلوید پترسون—Floyd Patterson          | ۷ (۱۲)        | ۱۹۷۲-۰۹-۲۰  | نیویورک سیتی، نیویورک |
| برد   | آلوین لوئیس—Alvin Lewis               | ۱۱ (۱۲)، ۱:۱۵ | ۱۹۷۲-۰۷-۱۹  | دوبلین، ایرلند        |
| برد   | جری کواری—Jerry Quarry                | ۷ (۱۲)، ۰:۱۹  | ۱۹۷۲-۰۶-۲۷  | لاس‌وگاس، نوادا        |
| برد   | جورج چاوالو—George Chuvalo            | ۱۲ (۱۲)       | ۱۹۷۲-۰۵-۰۱  | ونکوور، کانادا        |
| برد   | مک فاستر—Mac Foster                   | ۱۵ (۱۵)       | ۱۹۷۲-۰۴-۰۱  | توکیو، ژاپن           |
| برد   | یورگن بلین—Jürgen Blin                | ۷ (۱۲)، ۲:۱۲  | ۱۹۷۱-۱۲-۲۶  | زوریخ، سوئیس          |
| برد   | باستر متیس—Buster Mathis              | ۱۲ (۱۲)       | ۱۹۷۱-۱۱-۱۷  | هیوستون، تگزاس        |
| برد   | جیمی الیس—Jimmy Ellis                 | ۱۲ (۱۲)، ۲:۱۰ | ۱۹۷۱-۰۷-۲۶  | هیوستون، تگزاس        |
| باخت  | جو فریزر—Joe Frazier                  | ۱۵ (۱۵)       | ۱۹۷۱-۰۳-۰۸  | نیویورک سیتی، نیویورک |
| برد   | اسکار بوناونا—Oscar Bonavena          | ۱۵ (۱۵)، ۲:۰۳ | ۱۹۷۰-۱۲-۰۷  | نیویورک سیتی، نیویورک |
| برد   | جری کواری—Jerry Quarry                | ۳ (۱۵)        | ۱۹۷۰-۱۰-۲۶  | آتلانتا، جورجیا       |
| برد   | زورا فولی—Zora Folley                 | ۷ (۱۵)، ۱:۴۸  | ۱۹۶۷-۰۳-۲۲  | نیویورک سیتی، نیویورک |
| برد   | ارنی ترل—Ernie Terrell                | ۱۵ (۱۵)       | ۱۹۶۷-۰۲-۰۶  | توکیو، ژاپن           |
| برد   | کلولند ویلیامز—Cleveland Williams     | ۳ (۱۵)        | ۱۹۶۶-۱۱-۱۴  | نیویرک سیتی، نیویورک  |
| برد   | کارل میلدنبرگر—Karl Mildenberger      | ۱۲ (۱۵)       | ۱۹۶۶-۰۹-۱۰  | فرانکفورت، آلمان      |
| برد   | برایان لندن—Brian London              | ۳ (۱۵)        | ۱۹۶۶-۰۸-۰۶  | لندن، انگلستان        |
| برد   | هنری کوپر—Henry Cooper                | ۶ (۱۵)، ۱:۳۸  | ۱۹۶۶-۰۵-۲۱  | لندن، انگلستان        |
| برد   | جورج چوالو—George Chuvalo             | ۱۵ (۱۵)       | ۱۹۶۶-۰۳-۲۹  | تورنتو، کانادا        |
| برد   | فلوید پترسون—Floyd Patterson          | ۱۲ (۱۵)، ۲:۱۸ | ۱۹۶۵-۱۱-۲۲  | لاس‌وگاس، نوادا        |
| برد   | سونی لیستون—Sonny Liston              | ۱ (۱۵)، ۲:۱۲  | ۱۹۶۵-۰۵-۲۵  | لوستن، مین            |
| برد   | سونی لیستون—Sonny Liston              | ۷ (۱۵)        | ۱۹۶۴-۰۲-۲۵  | میامی بیچ، فلوریدا    |
| برد   | هنری کوپر—Henry Cooper                | ۵ (۱۰)، ۲:۱۵  | ۱۹۶۳-۰۶-۱۸  | لندن، انگلستان        |
| برد   | داگ جونز—Doug Jones                   | ۱۰ (۱۰)       | ۱۹۶۳-۰۳-۱۳  | نیویرک سیتی، نیویورک  |
| برد   | چارلی پاول—Charley Powell             | ۳، ۲:۰۴       | ۱۹۶۳-۰۱-۲۴  | پیتسبورگ، پنسیلوانیا  |
| برد   | آرچی مور—Archie Moore                 | ۴ (۱۰)، ۱:۳۵  | ۱۹۶۲-۱۱-۱۵  | لس آنجلس، کالیفرنیا   |
| برد   | آلخاندرو لاورانته—Alejandro Lavorante | ۵ (۱۰)، ۱:۴۸  | ۱۹۶۲-۰۷-۲۰  | لس آنجلس، کالیفرنیا   |
| برد   | بیلی دانیلز—Billy Daniels             | ۷ (۱۰)، ۲:۲۱  | ۱۹۶۲-۰۵-۱۹  | لس آنجلس، کالیفرنیا   |
| برد   | جورج لوگان—George Logan               | ۴ (۱۰)، ۱:۳۴  | ۱۹۶۲-۰۴-۲۳  | نیویرک سیتی، نیویورک  |
| برد   | دان وارنر—Don Warner                  | ۴، ۰:۳۴       | ۱۹۶۲-۰۳-۲۸  | میامی بیچ، فلوریدا    |
| برد   | سانی بانک—Sonny Bank                  | ۴ (۱۰)، ۰:۲۶  | ۱۹۶۲-۰۲-۱۰  | نیویرک سیتی، نیویورک  |
| برد   | ویلی بسمانوف—Willi Besmanoff          | ۷ (۱۰)، ۱:۵۵  | ۱۹۶۱-۱۱-۲۹  | لوییویل، کنتاکی       |
| برد   | الکس میتف—Alex Miteff                 | ۶ (۱۰)، ۱:۴۵  | ۱۹۶۱-۱۰-۰۷  | لوییویل، کنتاکی       |
| برد   | آلونزو جانسون—Alonzo Johnson          | ۱۰ (۱۰)       | ۱۹۶۱-۰۷-۲۲  | لوییویل، کنتاکی       |
| برد   | داک سابدانگ—Duke Sabedong             | ۱۰ (۱۰)       | ۱۹۶۱-۰۶-۲۶  | لاس‌وگاس، نوادا        |
| برد   | لامار کلارک—lamar Clark               | ۲ (۱۰)، ۱:۲۷  | ۱۹۶۱-۰۴-۱۹  | لوییویل، کنتاکی       |
| برد   | دانی فلیمن—Donnie Fleeman             | ۷ (۸)         | ۱۹۶۱-۰۲-۲۱  | میامی بیچ، فلوریدا    |
| برد   | جیمی رابینسون—Jimmy Robinson          | ۱ (۸)، ۱:۳۴   | ۱۹۶۱-۰۲-۰۷  | میامی بیچ، فلوریدا    |
| برد   | تونی اسپرتی—Tony Esperti              | ۳ (۸)، ۱:۳۰   | ۱۹۶۱-۰۱-۱۷  | میامی بیچ، فلوریدا    |
| برد   | هرب سیلر—Herb Siler                   | ۴ (۸)         | ۱۹۶۰-۱۲-۲۷  | میامی بیچ، فلوریدا    |
| برد   | تونی هونساکر—Tunney Hunsaker          | ۶ (۶)         | ۱۹۶۰-۱۰-۲۹  | لوییویل، کنتاکی       |
| ۵۶برد | ۵باخت                                 | ۱۹ تصمیم‌گیری  | ۳۷ ضربه فنی | ۰ تساوی               |